# Stefano Agostini (cardinal)
Pour les articles homonymes, voir Agostini et Stefano Agostini.
Stefano Agostini, né en 1614 à Forlì, en Émilie-Romagne, et mort le 21 mars 1683 à Rome, est un cardinal italien. Il est un neveu du cardinal Francesco Paolucci (1657).

## Biographie
Après un doctorat in utroque jure à Bologne, il est appelé à Rome par son oncle. Il devient auditeur à Bologne. Alexandre VII le rappelle à Rome pour être chambellan et aumônier du pape, puis chanoine du chapitre de la basilique du Vatican.
Stefano Agostini est référendaire au tribunal suprême de la Signature apostolique et secrétaire de la Congrégation des affaires espagnoles. Il est élu archevêque titulaire d'Héraclée (de) en 1671. 
Le pape Innocent XI le crée cardinal lors du consistoire du 1er septembre 1681.